# Distrito electoral de Hershey (condado de Lincoln, Nebraska)
Hershey (en inglés: Hershey Precinct) es un distrito electoral ubicado en el condado de Lincoln en el estado estadounidense de Nebraska. En el Censo de 2010 tenía una población de 1674 habitantes y una densidad poblacional de 2,91 personas por km².

## Geografía
Hershey se encuentra ubicado en las coordenadas 41°9′25″N 101°3′36″O / 41.15694, -101.06000. Según la Oficina del Censo de los Estados Unidos, Hershey tiene una superficie total de 576.18 km², de la cual 575.02 km² corresponden a tierra firme y (0.2%) 1.15 km² es agua.

## Demografía
Según el censo de 2010, había 1674 personas residiendo en Hershey. La densidad de población era de 2,91 hab./km². De los 1674 habitantes, Hershey estaba compuesto por el 95.34% blancos, el 0.3% eran afroamericanos, el 0.36% eran amerindios, el 0.24% eran asiáticos, el 0% eran isleños del Pacífico, el 2.57% eran de otras razas y el 1.19% pertenecían a dos o más razas. Del total de la población el 4.6% eran hispanos o latinos de cualquier raza.